# Dominique Freymond
Pour les articles homonymes, voir Freymond.
Dominique Freymond, né en 1954 à Moudon, est un entrepreneur et une personnalité politique du canton de Vaud.
Chancelier d'État du canton de Vaud du 1er février 1995 au 30 avril 1997, il est consultant spécialisé dans la stratégie et la gouvernance d’entreprise depuis 2003. 
Également engagé au sein de la franc-maçonnerie, il est l’un des rares francs-maçons suisses à s’exprimer publiquement sur son appartenance à l’ordre. Il intervient régulièrement dans les médias,,, notamment sur la Radio télévision suisse.

## Biographie

### Origines et famille
Dominique Freymond naît en 1954 à Moudon, dans le canton de Vaud, dans une famille d'agriculteurs exploitant un domaine à Corrençon. Sa mère, Monique Freymond, est députée radicale au Grand Conseil du canton de Vaud à partir de 1990 et membre de l'Assemblée constituante vaudoise.
Il est marié.

### Études et parcours professionnel
Après des études de sciences naturelles à l'Université de Lausanne, conclues par une licence, il travaille pour IBM.
Il est chancelier d'État du canton de Vauddu 1er février 1995 au 30 avril 1997,. Après sa démission, il reprend la direction d'une multinationale de l'informatique, Unisys. Il travaille ensuite au sein du groupe indien TKS.
Il est le cofondateur en octobre 2003 d'une société de consultant ayant son siège dans le canton de Zurich, nommée management & advisory services.
En 2002, il entre au conseil d'administration de La Poste.

## Engagement maçonnique
Initié à la Grande Loge de France à Paris en 1988, il rejoint ensuite la Grande Loge suisse Alpina. De 2015 à 2022, il préside le Groupe de recherche Alpina (GRA)dont il est également le directeur des publications, supervisant la revue Masonica qui paraît deux fois par an avec des articles en français et en allemand. Durant cette période, il contribue  à la rédaction du Guide suisse du franc-maçon, publié en 2017.
En 2019, il participe à l'émission "Faut pas croire" de la Radio Télévision Suisse (RTS), intitulée "Franc-maçonnerie : rituels, secrets et fantasmes".
En 2022, il intègre le Conseil du Musée maçonnique suisse à Berne où il organise des conférences et expositions sur l’histoire et les représentations de la franc-maçonnerie. Dans la même période, il a publié plusieurs articles et donne des conférences en Suisse, France et Allemagne sur l’humour maçonnique, la perception de la Franc-Maçonnerie au travers du cinéma, des séries télévisées et des bandes dessinées. La même année, il publie une étude sur l’initiative anti-maçonnique du colonel Arthur Fonjallaz dans la Revue historique vaudoise (numéro 130/2022 : La franc-maçonnerie, de l’ombre à la lumière)

## Publications
- Gouvernance d’entreprise: l’envers du décor en 100 anecdotes, Orbe, Éditions Attinger, 2023 (EAN 9782940637836)[22]. Le quotidien le Temps en publie les bonnes feuilles de mars à mai 2023[23]

- Revue historique vaudoise – No. 130 – décembre 2022 – La franc-maçonnerie, de l’ombre à la lumière – Société vaudoise d’histoire et d’archéologie, pp. 148-164
- Co-auteur du « Guide pour le Conseil d’administration ». Éditions Cosmos, 2014 (Édition revue et augmentée en 2019).
- Franc-Maçonnerie Magazine – No. 67 – mars-avril 2019 – Les francs-maçons et les étoiles du cinéma.
- Franc-Maçonnerie Magazine – No. 57 – juillet-août 2017 – Un 9e art royal : La franc-maçonnerie dans la bande dessinée francophone.
- Franc-Maçonnerie Magazine – No. 34 – janvier-février 2016 – La Franc-Maçonnerie soumise à un vote populaire en Suisse.
- Guide Suisse du Franc-Maçon – Tome I – Histoire et rites – Éd. GRA, Lausanne 2017 (postface de D. Freymond)
- Guide Suisse du Franc-Maçon – Tome II – Diversité des obédiences dans le monde – Éd. GRA, Lausanne 2018 (postface de D. Freymond)